# Barnsley Football Club 2022-2023
Questa voce raccoglie le informazioni riguardanti il Barnsley Football Club nelle competizioni ufficiali della stagione 2022-2023.

## Maglie e sponsor
| Casa | Trasferta | Terza divisa |

Sponsor ufficiale: The Investment Room
Fornitore tecnico: Puma

## Rosa
| N. |                        | Ruolo | Calciatore         |
| -- | ---------------------- | ----- | ------------------ |
| 1  | Inghilterra (bandiera) | P     | Jack Walton        |
| 2  | Inghilterra (bandiera) | D     | Jordan Williams    |
| 3  | Galles (bandiera)      | D     | Ben Williams       |
| 5  | Inghilterra (bandiera) | D     | Liam Kitching      |
| 6  | Danimarca (bandiera)   | D     | Mads Juel Andersen |
| 7  | Inghilterra (bandiera) | D     | Callum Brittain    |
| 9  | Inghilterra (bandiera) | A     | Cauley Woodrow     |
| 10 | Inghilterra (bandiera) | C     | Josh Benson        |
| 16 | Inghilterra (bandiera) | D     | Luke Thomas        |
| 17 | Irlanda (bandiera)     | D     | Barry Cotter       |
| 19 | Inghilterra (bandiera) | D     | Aiden Marsh        |
| 20 | Australia (bandiera)   | P     | Jamie Searle       |

| N. |                           | Ruolo | Calciatore       |
| -- | ------------------------- | ----- | ---------------- |
| 21 | Irlanda (bandiera)        | D     | Conor McCarthy   |
| 22 | Kenya (bandiera)          | D     | Clarke Oduor     |
| 23 | Scozia (bandiera)         | A     | Oli Shaw         |
| 23 | Rep. del Congo (bandiera) | C     | Will Hondermarck |
| 24 | Finlandia (bandiera)      | D     | Aapo Halme       |
| 26 | Francia (bandiera)        | D     | Ziyad Larkeche   |
| 29 | Nigeria (bandiera)        | A     | Victor Adeboyejo |
| 30 | Polonia (bandiera)        | D     | Michał Helik     |
| 40 | Inghilterra (bandiera)    | P     | Bradley Collins  |
| 44 | Inghilterra (bandiera)    | A     | Devante Cole     |
| 46 | Montserrat (bandiera)     | A     | Josiah Dyer      |
| 48 | Irlanda (bandiera)        | C     | Luca Connell     |